# Keith Larsen
Keith Larsen (17 de junio de 1924—13 de diciembre de 2006) fue un actor, guionista, director y productor cinematográfico estadounidense que protagonizó tres series televisivas de corta duración entre 1955 y 1961.

## Biografía
Su verdadero nombre era Keith Eric Burt, y nació en Salt Lake City, Utah. Durante la Segunda Guerra Mundial sirvió en la Armada de los Estados Unidos, y tras la desmovilización se dedicó a la interpretación teatral en Santa Mónica (California).
En la temporada televisiva 1955-1956, Larsen protagonizó el papel principal de la serie de la CBS de género western Brave Eagle. El programa era inusual, pues reflejaba el punto de vista de los Nativos Americanos en la colonización del Oeste de Estados Unidos. Los compañeros de reparto de Larsen fueron Kim Winona, Anthony Numkena, y Bert Wheeler.
Durante 1957 trabajó en episodios de tres programas de la CBS, The Millionaire, Playhouse 90, y General Electric Theater, este último presentado por Ronald Reagan.
En la temporada 1958-1959, Larsen actuó en la serie de M-G-M/NBC Northwest Passage, ambientada en la Guerra Franco-india. El reparto lo completaban Buddy Ebsen y Don Burnett. En 1959 Larsen trabajó como artista invitado en el show de la CBS Men Into Space, en el episodio "Christmas on the Moon".
A lo largo de 1960-1961 Larsen fue el miembro de la Armada Drake Andrews en la serie de aventuras de la CBS The Aquanauts, una producción de Ivan Tors también conocida como Malibu Run. Su coprotagonista era Jeremy Slate. Una operación de senos nasales le obligó a retirarse del programa, y fue reemplazado por Ron Ely.
Tras The Aquanauts Larsen fue Jack Bennett en el capítulo de 1961 "Blondes Prefer Gentlemen", perteneciente a la serie de la ABC The Roaring Twenties, con Donald May, Rex Reason, y Dorothy Provine. Otros papeles televisivos, todos en 1960, fueron los de John Edwards en la entrega "The Hostage" de la serie western de la ABC Tombstone Territory, John Napier en "Nightmare Crossing", episodio del programa de la NBC The Man and the Challenge, y el del indio Blue Raven en "Seed of Hate", dentro de la serie de la NBC Wichita Town.
Los trabajos posteriores de Larsen se centraron más en el cine. Entre ellos figuran los filmes Women of the Prehistoric Planet (1966), Mission Batanagas (1968), Night of the Witches (1970),  The Trap on Cougar Mountain (1972), Whitewater Sam (1977), y su última actuación, Young and Free (1979). Algunos de estos títulos fueron dirigidos y producidos por él mismo.

## Vida personal
Larsen se casó en tres ocasiones. El 28 de diciembre de 1953 lo hizo con la actriz Susan Cummings. Tras divorciarse se casó con otra actriz, Vera Miles, el 16 de julio de 1960; tuvieron un hijo, Erik Larsen, nacido en abril de 1961. Larsen y Miles se divorciaron en 1971. El último matrimonio del actor fue en 1983 con Trang Thu Nguyen, con la que tuvo un hijo. Permanecieron unidos hasta el fallecimiento de Larsen, ocurrido en 2006 en Santa Bárbara (California).